# Adelencyrtus quadridentatus
Adelencyrtus quadridentatus är en stekelart som först beskrevs av Girault 1915.  Adelencyrtus quadridentatus ingår i släktet Adelencyrtus och familjen sköldlussteklar. Inga underarter finns listade i Catalogue of Life.